# Любовь и анархия (телесериал)
«Любовь и анархия» (швед. Kärlek och anarki, англ. Love and Anarchy) — шведский романтический комедийный телесериал 2020—2022 годов. Это второй сериал Netflix на шведском языке после «Зыбучих песков». Он был произведен той же компанией FLX.
Сериал был создан Лизой Лангсет, которая также была главным сценаристом, вместе с Алексом Хариди. История повествует о замужней женщине с детьми, которая играет на работе в рискованную игру с молодым сотрудником-мужчиной.
Премьера первого сезона состоялась 4 ноября 2020 года, второго — 16 июня 2022 года.

## Сюжет
Софи — амбициозный консультант и замужняя мать двоих детей, живущая в Стокгольме. Она получает новую работу — реструктуризировать старое и хорошо зарекомендовавшее себя издательство Lund & Lagerstedt (Лунд энд Лагерштедт), и тут же встречает там молодого и симпатичного IT-специалиста Макса.
Однажды Макс застает её за мастурбацией на рабочем месте и начинает в шутку шантажировать — например, требует ходить весь день задом наперёд. Софи втягивается в игру и начинает с ним неожиданный и смелый флирт. В процессе они разрабатывают небольшую кокетливую игру, в которой они по очереди бросают друг другу вызов, чтобы сделать то, что противоречит устоявшимся социальным нормам.
Их безобидные игры вскоре превращаются в горькую реальность, поскольку проблемы и вытекающие из них последствия становятся всё более серьёзными и неконтролируемыми.

## В ролях
- Ида Энгволль — Софи, успешный консультант и замужняя мать двоих детей
- Бьёрн Мостен — Макс, ИТ-специалист в Lund & Lagerstedt
- Йоханнес Бах Кунке — Йохан, контролирующий и манипулятивный муж Софи, успешный коммерческий директор
- Бьёрн Кьельман — Ронни, безвольный генеральный директор Lund & Lagerstedt
- Рейне Бринольфссон — Фридрих, один из опытных издателей Lund & Lagerstedt
- Гизем Эрдоган — Дениз, один из ветеранов-издателей Lund & Lagerstedt
- Карла Сен — Кэролайн, администратор в Lund & Lagerstedt[1]

## Эпизоды
| Сезон | Серии | Серии | Даты показа   | Даты показа   |
| ----- | ----- | ----- | ------------- | ------------- |
| 1     | 8     | 8     | 4 ноября 2020 | 4 ноября 2020 |
| 2     | 8     | 8     | 16 июня 2022  | 16 июня 2022  |

## Критика
«Любовь и анархия» получила очень положительные отзывы критиков. На сайте-агрегаторе рецензий Rotten Tomatoes 100 % из 7 рецензий критиков положительные, со средней оценкой 8,0/10.
В обзоре для «The Age» Деби Энкер присудила первому сезону рейтинг четыре из пяти звезд, отметив: «Любовь и анархия может быть невероятно смешной, сексуальной и грустной. Хотя последний эпизод показывает, что Лангсет не совсем понимала, как закончить историю, по большей части это приятное и необычное приключение».